# Thaddeus McCotter
Thaddeus George McCotter, noto anche come Thad McCotter (Livonia, 22 agosto 1965), è un politico e avvocato statunitense, membro della Camera dei Rappresentanti per lo stato del Michigan dal 2003 al 2012.

## Biografia
Laureato in legge all'Università di Detroit, McCotter lavorò per qualche tempo come avvocato prima di essere eletto membro della Commissione della Contea di Wayne.
Nel 1998 vinse un seggio al Senato di stato del Michigan e mantenne il posto fino al 2002, quando si candidò alla Camera dei Rappresentanti. Dopo aver vinto le elezioni, McCotter si insediò al Congresso e fu sempre rieletto negli anni seguenti.
McCotter si configura come un repubblicano conservatore; ha approvato in diverse occasioni la politica di George W. Bush ed è stato un sostenitore del coinvolgimento degli Stati Uniti nella guerra in Iraq.
Nel 2011 McCotter annunciò la sua candidatura a Presidente degli Stati Uniti nelle elezioni del 2012, ma pochi mesi dopo si ritirò dalla corsa. McCotter decise di chiedere la rielezione alla Camera ma ciò non gli venne consentito dal momento che si scoprì una frode perpetrata dal suo staff, che aveva falsificato svariate firme utili per presentare la sua candidatura. McCotter quindi annunciò le sue immediate dimissioni dalla Camera e si ritirò a vita privata.
Sposato con l'infermiera Rita Michel, McCotter ha tre figli: George, Timothy ed Emilia. Thad McCotter è noto anche per la sua passione per la musica e infatti ha suonato la chitarra in pubblico in diverse occasioni.
McCotter è inoltre un ospite abituale delle trasmissioni di Fox News.